# Þórir Jóhann Helgason
Þórir Jóhann Helgason (* 28. September 2000 in Hafnarfjörður) ist ein isländischer Fußballspieler.

## Karriere

### Verein
Þórir begann mit dem Fußballspielen in der Jugendabteilung von Haukar Hafnarfjörður und durchlief dort alle Jugendmannschaften. Im Jahr 2017 wurde er in den Kader der ersten Mannschaft in der 2. isländischen Liga aufgenommen. Im April 2018 wechselte er innerhalb seines Heimatortes zum Erstligisten FH Hafnarfjörður. 
Nach vier Spielzeiten und drei Toren in 46 Ligaspielen wechselte er im Sommer 2021 nach Italien zum Zweitligisten US Lecce. Am Ende der Saison 2021/22 wurde er mit seinem Verein Meister und stieg in die Serie A auf. Dort kam er nur noch auf zwölf Ligaeinsätze als Einwechselspieler und wurde deshalb im Sommer 2023 nach Deutschland zum Zweitligisten Eintracht Braunschweig verliehen.

### Nationalmannschaft
Þórir bestritt zwischen den Jahren 2017 und 2021 insgesamt 16 Spiele für die U18, U19 und U21 des isländischen Fußballverbandes.
Im Mai 2021 gab er sein Debüt für die A-Nationalmannschaft, als er in einem Testspiel gegen Mexiko in der Startformation stand.

## Erfolge
- Serie B-Meisterschaft: 2021/22